# Бий, барабане!
«Бий, барабане!» — радянський художній фільм режисера Олексія Салтикова. Розповідає про створення перших піонерських загонів в Росії. Знятий на кіностудії «Мосфільм» в 1962 році. Має виражену політичну оцінку подій з точки зору діючої в цей період офіційної ідеології. Розрахований на дитячу та юнацьку аудиторію.

## Сюжет
Росія, початок двадцятих років. У Леоніда Казакова (Криченков) на його очах куркулі вбивають батька — голову колгоспу. Підліток примикає до кавалерійському полку Червоної армії. Через деякий час командир відправляє Льоньку в Москву з «секретним» пакетом на адресу районного комітету комсомолу. Як з'ясувалося, це — прийом, який широко застосовувався для того, щоб відправити неповнолітніх з діючої армії і змусити їх сісти за парту. Молодий червоноармієць підпорядковується наказу, озвученого в газетах самим Леніним і йде, вже достатньо дорослим, в перший клас. Разом з молодим робочим Мітькою Лбачом (Дем'яненко) вони організовують першу в районі піонерську організацію. Все більше і більше підлітків втягується в політичний рух. На шляху до нового їм чинять опір скаути, приховано протидіють деякі вчителі. Але зміни вже зупинити не можна. Льонька спільно з друзями робить життя цікавим і насиченим, товариші допомагають йому в навчанні. Але одного разу, коли юнак повертається з іспиту з математики відразу за два класи, ворог підло вбиває його. Похорони Льоньки Казакова стають демонстрацією сили і об'єднання піонерії, комсомолу і робітничого класу.

## У ролях
- Олексій Криченков —  Льонька Казаков
- Олександр Дем'яненко —  Мітька Лбач, працівник друкарні
- Савелій Крамаров —  «Мусью», поет, колишній безпритульний
- Віталій Ованесов —  Михайло Корнєєв, скаут
- Тетяна Конюхова —  Арсеньєва, секретар райкому комсомолу
- Іван Рижов —  директор школи
- Анатолій Папанов —  поет Безлошадний
- Борис Новиков —  міліціонер
- Володимир Маренков —  батько Льоньки
- Володимир Покровський —  Дронов
- Микола Хрящиков —  старий солдат  (немає в титрах)
- Борис Юрченко —  епізод

## Знімальна група
- Режисер — Олексій Салтиков
- Сценаристи — Сергій Єрмолинський, Олександр Хмелик
- Оператори — Геннадій Цекавий, Віктор Якушев
- Композитор — Микола Каретников
- Художник — Артур Бергер